# Ace Magashule

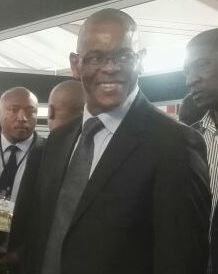
Ace Magashule (2016)

Elias Sekgobelo „Ace“ Magashule (* 3. November 1959 in Tumahole bei Parys, Oranje-Freistaat) ist ein südafrikanischer Politiker (African National Congress). Er war von 2009 bis 2018 Premierminister der Provinz Freistaat und ist seit 2017 Generalsekretär des African National Congress (ANC). Anfang Mai 2021 wurde er jedoch vom ANC suspendiert.

## Leben
Magashule besuchte die University of Fort Hare, die er mit einem Bachelor of Arts abschloss. In dieser Zeit spielte er Fußball und erhielt den Spitznamen Ace (deutsch: „Ass“). 1979 war er Gründungsmitglied des Congress of South African Students (COSAS). 1982 wurde er wegen Hochverrats angeklagt und später mehrfach aufgrund des Internal Security Act inhaftiert, darunter 1985 neun Monate in Einzelhaft. Er unterrichtete an der Sebokeng High School und der Phehellang High School in Parys. Politisch wurde er durch Chris Hani und Winnie Madikizela-Mandela beeinflusst. Er engagierte sich in der United Democratic Front und gelangte 1991 erstmals auf regionaler Ebene in Führungspositionen des ANC. Er wurde bald darauf für die Provinz Freistaat Provincial Chairman des ANC und blieb dies länger als jeder andere ANC-Provinzvorsitzende. 2008 wurde er in das National Executive Committee des ANC gewählt (NEC; entspricht dem Vorstand). Nach 2004 war er in zahlreichen Ressorts der Provinzverwaltung tätig, darunter Landwirtschaft; außerdem war er Chief Whip des Provinzparlaments.
Im Mai 2009 löste er Beatrice Marshoff als Premierminister des Freistaats ab.
Magashule gilt als Anhänger des vormaligen Präsidenten Jacob Zuma. Er wurde zweimal von Gerichten wegen parteiinterner Unregelmäßigkeiten verurteilt. Er wurde beschuldigt, bei Geschäften um die Fußball-Weltmeisterschaft 2010 in Südafrika eine eigene Firma begünstigt zu haben. Das Gerichtsverfahren wurde eingestellt; ein Antrag auf Wiederaufnahme ist anhängig. 2015 wurde er für den Erwerb von Pkw des Typs Mercedes-Benz für sechs traditionelle Oberhäupter kritisiert; er selbst erhielt aus öffentlichen Mitteln einen Mercedes-Benz Baureihe 222 für 2,3 Millionen Rand.
Im März 2017 wurde ihm nachgesagt, dass er öffentliche Aufträge gesetzeswidrig an befreundete Unternehmer vergeben hatte.
Sein Sohn Tshepiso Magashule war ab 2010 in einem Unternehmen der Gupta-Familie angestellt. Unter anderem wurden ihm Fernreisen spendiert. Als Gegenleistung erhielten die Guptas Zugriff auf Ressourcen der von Ace Magashule geführten Provinzregierung.
Am 18. Dezember 2017 gewann Magashule mit 50,3 % der Stimmen – bei einem Vorsprung von 24 Delegiertenstimmen – die Wahl zum ANC-Generalsekretär gegen Senzo Mchunu, der von 2013 bis 2016 als Premierminister von KwaZulu-Natal amtiert hatte. Beim Abstimmungsergebnis fehlten jedoch 68 Stimmen. Am 27. März 2018 folgte ihm Sisi Ntombela (ANC) im Amt als Premierministerin.
Im März 2019 erschien ein Buch über Magashule, in dem er der Zusammenarbeit mit der Gupta-Familie während seiner Zeit als Premierminister bezichtigt wurde. Im April desselben Jahres wurde ihm vor der Zondo-Kommission zur Aufklärung des Skandals um die Gupta-Familie vorgeworfen, er habe lange Zeit jeweils eine Million Rand von Rajesh Gupta erhalten, etwa um der Unternehmensgruppe einen Einstieg beim Bau der geplanten City of Tomorrow im Distrikt Lejweleputswa zu ermöglichen.
Im Nachgang der Wahlen 2019 wird untersucht, ob Magashule an der Gründung mehrerer oppositioneller Parteien beteiligt war, um den früheren Präsidenten Jacob Zuma (ebenfalls ANC) gegen den amtierenden Präsidenten Cyril Ramaphosa zu unterstützen. Darunter sollen unter anderem das African Transformation Movement und Black First Land First fallen.
Am 13. November 2020 begann gegen Magashule als bis dahin ranghöchstes ANC-Mitglied ein Korruptionsprozess in Bloemfontein. Dabei sollen bei einem 2014 gestarteten Anti-Asbest-Programm für 300.000 Häuser in der Provinz Free State ca. 12,5 Mio. Euro veruntreut worden sein. Magashule, zum damaligen Zeitpunkt Premierminister der Provinz, beteuerte seine Unschuld. Laut einem 2017 gefassten Beschluss müssen Mitglieder, gegen die ermittelt wird, binnen dreißig Tagen aus Partei- oder Regierungsämtern zurücktreten; darum wurde Magashule zum Ausscheiden aus dem NEC aufgefordert. In der Folge entspann sich im ANC ein Lagerkampf und der Magashule und Zuma nahestehende RET-Flügel (Radical Economic Transformation) drohte mit Generalstreik sowie der Abspaltung zu einer eigenen Partei.
Anfang Mai 2021 wurde Magashule aufgrund der Ermittlungen gegen ihn vom African National Congress suspendiert.
Am 12. Juni 2023 wurde er vom ANC ausgeschlossen, nachdem er für schuldig befunden wurde, gegen die Satzung der Partei verstoßen zu haben.

## Ehrungen
2017 erhielt Magashule die Ehrendoktorwürde der Bahçeşehir Üniversitesi in Istanbul.